# Mathieu Dandenault
 Mathieu Dandenault  (né le 3 février 1976 à Sherbrooke, ville du Québec au Canada) est un joueur professionnel canadien de hockey sur glace.

## Carrière

### Carrière en club
Il a été repêché par les Red Wings de Détroit lors du repêchage d'entrée dans la LNH 1994, à la 49e position comme ailier droit. Dandenault a longtemps occupé la position de défenseur.  Il est de retour à la position d'ailier droit depuis la saison 2007-2008.
Au cours de l'été 2005 du lock-out, il signe un contrat comme joueur autonome avec les Canadiens de Montréal. Il avait précédemment joué toute sa carrière avec les Red Wings de Détroit, avec qui il a remporté la Coupe Stanley en 1997, 1998 et en 2002.
Au début de la saison 2006-2007, après seulement 4 parties, il se blesse contre les Sénateurs d'Ottawa. Il revient un mois plus tard remis de sa blessure. En 68 parties jouées cette saison, il revendique 2 buts et 6 passes pour un total de 8 points.
Après avoir participé au camp d'entraînement des Sharks de San Jose en septembre 2009, il n'a pas trouvé preneur dans la LNH. Cependant, le 21 octobre 2009, il a été contacté par les Wolf Pack de Hartford dans la Ligue américaine de hockey pour un essai d'une durée indéterminée.
Il prend sa retraite le 26 septembre 2010. Une blessure à l'aine la saison précédente l'aurait empêché de revenir au sommet de ses capacités.

### Carrière internationale
Au niveau international, il a représenté le Canada lors du championnat du monde de 2003.

## Vie personnelle
Il est le frère de Louis-Philippe Dandenault.

## Statistiques

### En club
| Saison     | Équipe                    | Ligue      |     | Saison régulière | Saison régulière | Saison régulière | Saison régulière | Saison régulière | Saison régulière |   | Séries éliminatoires | Séries éliminatoires | Séries éliminatoires | Séries éliminatoires | Séries éliminatoires | Séries éliminatoires |
| Saison     | Équipe                    | Ligue      | PJ  | B                | A                | Pts              | Pun              | +/-              | PJ               | B | A                    | Pts                  | Pun                  | +/-                  |                      |                      |
| 1990-1991  | Raiders de Gloucester     | OMHA       | 44  | 52               | 50               | 102              | 30               |                  | -                | - | -                    | -                    | -                    | -                    |                      |                      |
| 1991-1992  | Voyageurs de Vanier       | OHA-B      | 33  | 27               | 31               | 58               | 20               |                  | -                | - | -                    | -                    | -                    | -                    |                      |                      |
| 1992-1993  | Rangers de Gloucester     | CJHL       | 55  | 11               | 26               | 37               | 64               |                  | -                | - | -                    | -                    | -                    | -                    |                      |                      |
| 1993-1994  | Faucons de Sherbrooke     | LHJMQ      | 67  | 17               | 36               | 53               | 67               |                  | 12               | 4 | 10                   | 14                   | 12                   |                      |                      |                      |
| 1994-1995  | Faucons de Sherbrooke     | LHJMQ      | 67  | 37               | 70               | 107              | 76               |                  | 7                | 1 | 7                    | 8                    | 10                   |                      |                      |                      |
| 1995-1996  | Faucons de Sherbrooke     | LHJMQ      | 1   | 1                | 2                | 3                | 0                |                  | -                | - | -                    | -                    | -                    | -                    |                      |                      |
| 1995-1996  | Red Wings de l'Adirondack | LAH        | 4   | 0                | 0                | 0                | 0                | -2               | -                | - | -                    | -                    | -                    | -                    |                      |                      |
| 1995-1996  | Red Wings de Détroit      | LNH        | 34  | 5                | 7                | 12               | 6                | +6               | -                | - | -                    | -                    | -                    | -                    |                      |                      |
| 1996-1997  | Red Wings de Détroit      | LNH        | 65  | 3                | 9                | 12               | 28               | -10              | -                | - | -                    | -                    | -                    | -                    |                      |                      |
| 1997-1998  | Red Wings de Détroit      | LNH        | 68  | 5                | 12               | 17               | 43               | +5               | 3                | 1 | 0                    | 1                    | 0                    | -2                   |                      |                      |
| 1998-1999  | Red Wings de Détroit      | LNH        | 75  | 4                | 10               | 14               | 59               | +17              | 10               | 0 | 1                    | 1                    | 0                    | 0                    |                      |                      |
| 1999-2000  | Red Wings de Détroit      | LNH        | 81  | 6                | 12               | 18               | 20               | -12              | 6                | 0 | 0                    | 0                    | 2                    | +2                   |                      |                      |
| 2000-2001  | Red Wings de Détroit      | LNH        | 73  | 10               | 15               | 25               | 38               | +11              | 6                | 0 | 1                    | 1                    | 0                    | -1                   |                      |                      |
| 2001-2002  | Red Wings de Détroit      | LNH        | 81  | 8                | 12               | 20               | 44               | -5               | 23               | 1 | 2                    | 3                    | 8                    | +7                   |                      |                      |
| 2002-2003  | Red Wings de Détroit      | LNH        | 74  | 4                | 15               | 19               | 64               | +25              | 4                | 0 | 0                    | 0                    | 2                    | -1                   |                      |                      |
| 2003-2004  | Red Wings de Détroit      | LNH        | 65  | 3                | 9                | 12               | 40               | +9               | 12               | 1 | 1                    | 2                    | 6                    | -1                   |                      |                      |
| 2004-2005  | AS Asiago Hockey          | Série A    | 10  | 0                | 2                | 2                | 2                |                  | -                | - | -                    | -                    | -                    | -                    |                      |                      |
| 2005-2006  | Canadiens de Montréal     | LNH        | 82  | 5                | 15               | 20               | 83               | +8               | 6                | 0 | 3                    | 3                    | 4                    | +1                   |                      |                      |
| 2006-2007  | Canadiens de Montréal     | LNH        | 68  | 2                | 6                | 8                | 40               | -8               | -                | - | -                    | -                    | -                    | -                    |                      |                      |
| 2007-2008  | Canadiens de Montréal     | LNH        | 61  | 9                | 5                | 14               | 34               | -7               | 9                | 0 | 0                    | 0                    | 2                    | -3                   |                      |                      |
| 2008-2009  | Canadiens de Montréal     | LNH        | 41  | 4                | 8                | 12               | 17               | +7               | 4                | 0 | 0                    | 0                    | 0                    | -2                   |                      |                      |
| 2009-2010  | Wolf Pack de Hartford     | LAH        | 19  | 1                | 1                | 2                | 10               | -2               | -                | - | -                    | -                    | -                    | -                    |                      |                      |
| Totaux LNH | Totaux LNH                | Totaux LNH | 868 | 68               | 135              | 203              | 516              | +42              | 83               | 3 | 8                    | 11                   | 24                   | 0                    |                      |                      |

### En équipe nationale
| Année | Compétition          |   | PJ | B | A | Pts | Pun | +/-           |  | Résultat |
| 2003  | Championnat du monde | 9 | 2  | 3 | 5 | 12  | +9  | Médaille d'or |  |          |